# Can Bonal (Terrades)
Can Bonal és una casa del municipi de Terrades (Alt Empordà) inclosa en l'Inventari del Patrimoni Arquitectònic de Catalunya.

## Descripció
Situada a l'extrem de ponent del nucli urbà del veïnat de Palau-Surroca, integrat a la població de Terrades a la qual pertany.
Masia aïllada de grans dimensions, formada per diversos cossos adossats que li confereixen una planta en forma de L. Els cossos destinats a habitatge, situats a la banda nord-est de la construcció, presenten les cobertes de teula de dues vessants i estan distribuïts en planta baixa i pis. Majoritàriament, les obertures són rectangulars i estan emmarcades amb carreus de pedra calcària blanquinosa ben escairats. La porta d'accés principal, orientada a llevant, presenta la llinda gravada amb la data 1778, amb unes escales de pedra exteriors que li donen accés. Les obertures de la façana de migdia són d'arc rebaixat, emmarcades amb carreus ben desbastats, a la planta baixa, i reformades al pis. Adossada al nivell de la planta baixa hi ha una gran terrassa, que integra una volta rebaixada bastida en pedra des de la que s'accedeix al soterrani. La volta està bastida amb lloses de pedra disposades a sardinell i lligades amb morter. El portal per accedir a l'interior és de mig punt adovellat. A la façana de ponent hi ha una altra terrassa adossada que també presenta una volta d'arc rebaixat bastida en pedra. Els cossos destinats als usos agrícoles se situen a la banda sud-oest de la construcció. Presenten les cobertes d'un sol vessant i estan distribuïts en una sola planta.
La construcció està bastida en pedra sense treballar disposada irregularment, amb carreus a les cantonades.

## Història
Can Bonal és una masia d'època moderna construïda al segle xviii, més concretament vers l'any 1778, tal como ho testimonia la data incisa que hom pot apreciar a la llinda de la porta d'accés principal.